# ونتا (نیویورک)
ونتا (به انگلیسی: Wantagh) یک منطقهٔ مسکونی در ایالات متحده آمریکا است که در شهرستان ناساو، نیویورک واقع شده‌است. ونتا ۱۰٫۷ کیلومتر مربع مساحت و ۱۸٬۸۷۱ نفر جمعیت دارد و ۷ متر بالاتر از سطح دریا واقع شده‌است.